# Spinasteron spatulanum
Spinasteron spatulanum là một loài nhện trong họ Zodariidae.
Loài này thuộc chi Spinasteron. Spinasteron spatulanum được Barbara C miêu tả năm 2003. Baehr & Churchill.